# Вильбоа, Никита Петрович
Никита Петрович Вильбоа (наст. имя. Франсуа́ Гиймо́ де Вильбуа́; фр.  François Guillemot de Villebois; 3 марта 1681, Геранд — 13 мая 1760 или 28 марта 1760, Дерпт) — русский вице-адмирал французского происхождения. Отец генерал-фельдцейхмейстера А. Н. Вильбоа.

## Биография
Из бретонской дворянской семьи. В 1697 году принят на русскую военно-морскую службу Петром I в Англии. В 1712 году был шафером на свадьбе царя Петра I с Екатериной Алексеевной. Получил хорошее приданое за дочерью пастора Глюка, в доме которого воспитывалась последняя. Унаследовал от тёщи эстляндскую мызу Ахья, которой после смерти родителей владел его сын генерал-майор Даниил Вильбоа.
В 1713 году, командуя отрядом из 30 рыбацких лодок, напал на 3 шведские бригантины и захватил одну из них. В 1715 году произведён из подпоручиков в поручики, 18 июня 1717 года — в капитан-поручики, 26 августа 1718 года — в капитаны 3 ранга, 15 марта 1721 года — в капитаны 2 ранга, 22 октября 1721 года — в капитаны 1 ранга, 5 апреля 1727 года — в капитан-командоры с назначением генерал-адъютантом от флота, 7 января 1741 года — в контр-адмиралы.
С 1724 года командовал Петербургской корабельной командой. В 1727 году руководил сооружением первого (наплавного) моста через реку Неву — между Васильевским и Адмиралтейским островами. 13 ноября 1729 года назначен членом Адмиралтейств-коллегии. C 1733 года помощник главного командира, с 1743 года главный командир Кронштадтского порта. По состоянию здоровья оставил в 1744 году должность главного командира порта с оставлением присутствующим в Адмиралтейств-коллегии. 5 сентября 1747 года произведён в вице-адмиралы с увольнением от службы и награждён орденом Святого Александра Невского.
Командовал: 6-пушечным гукором «Ласорсер» (1716), 18-пушечной шнявой «Наталья» (1719—1720), кораблями «Пантелеймон-Виктория» (1721), «Санкт-Михаил» (1723), «Астрахань» (1725), «Нарва» (1726).
Оставил мемуары об эпохе Петра Первого.